# Balars
|  | No s'ha de confondre amb Balears. |

Els balars (llatí: Balari; grec antic: Βαλαροί) foren una tribu de Sardenya que poblava l'interior de l'illa, i que és esmentada per Plini el vell i Estrabó com una de les més grans entre els pobles nadius. Vivien en coves i a les muntanyes i saquejaven els districtes fèrtils de la costa. Segons Pausànies el seu origen fou un cos de mercenaris d'Àfrica o Ibèria al servei dels cartaginesos i el seu nom significava 'fugitius'.